# مارک موزلی (بازیگر)
مارک موزلی (انگلیسی: Mark Moseley؛ زادهٔ ۲ اوت ۱۹۶۱) بازیگر، صداپیشه، خواننده رپ اهل ایالات متحده آمریکا است. وی از سال ۱۹۹۴ میلادی تاکنون مشغول فعالیت بوده‌است.